# 십익
십익(十翼)은 중국의 공자가 지었다고 전하는, 역(易)의 뜻을 알기 쉽게 설명한 책이다. 상하(上下) 편(篇)의 단전(彖傳), 상하의 상전(象傳), 상하의 계사전(繫辭傳), 문언전(文言傳), 서괘전(序卦傳), 설괘전(說卦傳), 잡괘전(雜卦傳)의 10편(十篇)으로 이루어져 있다. 역경 64괘가 상경(上經) 30괘 및 하경(下經) 34괘로 나뉘어 있어 십익도 따라서 상하 편으로 나뉜다. 이러한 십익은 때로는 단전(彖傳), 대상(大象)과 소상(小象)의 상전,문언전(文言傳),  계사전(繫辭傳)상하,  설괘전(說卦傳), 서괘전(序卦傳)상하, 잡괘전(雜卦傳)의 10편(十篇)등의 조합일수도 있다.
주역이라 불리는 역경의 주석 및 해설서이다...

## 단전
64괘의 괘는 각각 팔괘 중 하나인 상괘(上卦)와 하괘(下卦)로 이루어져 있다. 단전(彖傳)은 대체적으로 이러한 상괘(上卦)와 하괘(下卦)가 어우러진 괘의 의미를 보여준다.

## 상전
기호 ‘－’을 양효(陽爻),기호 ‘--’를 음효(陰爻)로 하고, 각 효를 3개로 조합해 만든 8개를 만든 팔괘, 이 3개의 효로 만든 괘를 다시 각 두 개의 짝인 상괘(上卦)와 하괘(下卦)인 6개의 효로 만든 64개의 각 괘상별로 그 뜻을 붙인 것을 상전이라 한다. 
이때 효를 밑에서부터 세며 초효(初爻),이효(二爻),삼효(三爻),사효(四爻),오효(五爻),상효(上爻)라고 부른다. 상전(象傳)은 단전처럼 상괘와 하괘의 어우러진 상형을 다루지만 또한  초효부터 상효까지를 각 효 별로 논하기도 한다. 이때 ‘－’ 양효(陽爻)를 '구(九)'로 표기하고 ‘--’ 음효(陰爻)를 '육(六)'으로 표기한다.
제63괘 수화 기제(水火 旣濟)
䷾
밑바닥부터
初九
六二
九三
六四
九五
上六

## 주역 문언전
64괘중 제1괘 건괘 와 제64괘 곤괘 2괘 만이 문언전을 가지고 있다.

## 주역 본문과 십익 배치
역경의 상경 30괘와 하경34괘 및 십익 배치
| 第二十一卦 噬嗑                                 | 괘(卦) 이름                 |
|                                                 | 괘 형상                     |
| 噬嗑 亨。利用獄。 彖 象                         | 괘 사(辭) 단(彖) 대상(大象) |
| 初九 象 六二 象 九三 象 六四 象 九五 象 上六 象 | 효(爻) 사(辭) 소상 (小象)   |

- 제1건괘와 제2곤괘만 문언전(文言傳)이 있다. 이렇게 역경 상경과하경의 64괘에는 십익중 단전(彖傳)상(上),하(下) 그리고 대상과 소상 그리고 문언전 5편이 들어있다. 나머지5편 계사전 상,하 및 서괘전, 설괘전,잡괘전은 별도로 구성된다.

## 주역 계사전
〈계사전〉은 고대 중국 사회에서 점서 일종으로서 기능해 온 《주역》이 새롭게 해석될 토대를 제공했다. 즉 〈계사전〉상(上),하(下) 편은 《주역》의 난해하고 심원한 세계로 이끌어 줄 철학적·총론적 글인 셈이다.

## 같이 보기
- 사서오경
- 사서삼경